# 西沙海洋博物馆
西沙海洋博物馆位于中華人民共和国海南省三沙市永兴岛上，成立于1989年。

## 历史
西沙海洋博物馆建于1989年，后分别于2000年10月扩建和2007年5月整修。展厅面积达1000平方米，共分为图片、海螺贝壳、海龟龙虾、海石花、海鱼标本及艺术多個展覽厅。博物馆内展出了具南海特色的热带海洋生物，如法螺、唐冠螺、砗磲、珠母贝、蝾螺、宝贝、竖琴螺、棘螺、海参、海胆等。该馆目前收藏了900余种罕见的海洋生物标本及200余幅图片。